# 日出方程式

一個利用日出方程式，以北緯40度（大約是紐約、北京的位置）作為基準之全年日照圖表。

日出方程式和隨後的那些分程式，可以計算出太陽在不同的赤緯時，地球各地不同緯度的日出和日落時間之精確地方時：
{\displaystyle \cos \omega _{o}=-\operatorname {tan} (\phi )\times \operatorname {tan} (\delta )}
此處：

{\displaystyle \,\!\omega _{o}}是日出（當數值為負數時）或日落（當數值為正值時）時，以度為單位的時角；
{\displaystyle \,\!\phi }是在地球上觀測者的緯度；
{\displaystyle \,\!\delta } 是太陽的赤緯。

## 方程式的理論
地球自轉的角速度是 15°/小時，因此{\displaystyle \,\!\omega _{o}/15^{o}}給了日出時間與當地正午之前相隔的小時數，或是日落時間與當地正午之後相隔的小時數。「當地正午」這個專有名詞（術語）在這裡的含意是太陽精確的位於正南方、正北方或正頭頂上位置的時刻。
在國際的協定上，當在赤道時{\displaystyle \,\!\phi }的值是0，在北半球是正值，在南半球是負值。當春分或秋分，太陽正好在赤道上空時，{\displaystyle \,\!\delta }是0，在北半球的夏天是正值，而在北半球的冬天是負值。
需要注意的是，上面的方程式只適用於有日出和日落的地區，也就是在北半球的夏天時，{\displaystyle \,\!-90^{o}+\delta <\phi <90^{o}-\delta }；和在北半球的冬天，{\displaystyle \,\!-90^{o}-\delta <\phi <90^{o}+\delta }的地區，在這個緯度範圍之外的地區，不是24小時白天的永晝，就是24小時夜晚的永夜。 

## 方程式的改進
同時要注意的還有，上面的方程式忽略了大氣折射的影響（當太陽在地平面時會被抬升約0.6°），和太陽盤面的大小（大約0.5°）。在天文曆書上，通常使用下面的方程式來修正這兩項因素影響，重新設置日出和日落的時刻：
{\displaystyle \cos(\omega _{o})={\dfrac {\sin(a)-\sin(\phi )\times \sin(\delta )}{\cos(\phi )\times \cos(\delta )}}}
太陽盤面中心點的高度 (a)大約在地平面下-0.85° （或-51弧分）。

## 在地球上完整的計算
一般化的方程式在本身需要的計算之前，先要計算許多其它的變數。這些方程式中有全部的太陽-地球常數，都以角度形式的常數被置入。

### 計算現在的儒略週期
{\displaystyle n^{\star }=J_{date}-2451545-0.0009-{\dfrac {l_{w}}{360}}}
{\displaystyle n=round(n^{\star }){\dfrac {}{}}}
此處：
Jdate是儒略日期；
lw是觀測者在地球上的西經度數（西經是負值、東經是正值）；
n是以2000年1月1日為基準(0)的儒略世紀數。

### 大約的太陽正午
{\displaystyle J^{\star }=2451545+0.0009+{\dfrac {l_{w}}{360}}+n}
此處：
{\displaystyle J^{\star }}是在地面經度lw的太陽正午大約時刻。

### 太陽的平近點角
{\displaystyle M=[357.5291+0.98560028\times (J^{\star }-2451545)]\mod 360}
此處：
M是太陽的平近點角。

### 中心差
{\displaystyle C=1.9148\times \sin(M)+0.0200\times \sin(2M)+0.0003\times \sin(3M){\dfrac {}{}}}
此處：
C是中心差。

### 黃經
{\displaystyle \lambda =(M+102.9372+C+180)\mod 360}
此處：
λ是黃經。

### 過中天
{\displaystyle J_{transit}=J^{\star }+(0.0053\times \sin(M))-(0.0069\times \sin(2\lambda ))}
此處：
Jtransit是太陽過中天（太陽正午）的恆星時。

### 太陽的赤緯
{\displaystyle \delta =\sin ^{-1}(\sin(\lambda )\times \sin(23.45)){\dfrac {}{}}}
此處：
δ是太陽的赤緯。

### 時角
這時來自上面修正太陽盤面的方程式。
{\displaystyle \omega _{o}=\cos ^{-1}\left({\dfrac {\sin(-0.83)-\sin(\phi )\times \sin(\delta )}{\cos(\phi )\times \cos(\delta )}}\right)}
此處：
ωo是時角；
{\displaystyle \phi }是觀測者在地球上的緯度（北緯是正值、南緯是負值）。
這是修正太陽盤面的主要方程式

### 日出和日落的計算
{\displaystyle J_{set}=2451545+0.0009+\left({\dfrac {\omega _{o}+l_{w}}{360}}+n+0.0053\,\sin M\right)-0.0069\,\sin 2\lambda }
{\displaystyle J_{rise}=J_{transit}-(J_{set}-J_{transit}){\dfrac {}{}}}
此處：
Jset是日落的正確儒略日；
Jrise是日出的正確儒略日。

## 外部連結
- Sunrise, sunset, or sun position for any location （页面存档备份，存于）
- 日出方程式-基本式推導 （页面存档备份，存于）